# 新津站 (地铁)
新津站为成都地铁10号线的车站，位于位于中国四川省成都市新津区大件路，因地处高铁新津站附近得名，于2019年12月27日启用。

## 车站结构
本站为高架侧式站台车站。
| 地上三层                   | 站台 | \| 側式 · 開右邊车门 · 等候室 \| \| \| \| \| \| 10号线往太平园（花源） \| \| \| \| 10号线往新平（花桥） \| \| 側式 · 開右邊车门 · 等候室 \| \| \| |
| 地上二层                   | 站厅 | 自助购票 客服中心 |
| 地面                       | ·    | 出口A – D 无障碍卫生间 |
| 側式 · 開右邊车门 · 等候室 |      | |
|                            |      | 10号线往太平园（花源） |
|                            |      | 10号线往新平（花桥） |
| 側式 · 開右邊车门 · 等候室 |      | |

## 出入口
本站目前开放4个出入口。
|          |                         |                              |      |
| 编号     | 设施                    | 指示                         | 照片 |
|          |                         | 大件路南段、新津站           |      |
| 出口 · B | 无障碍电梯 无障碍卫生间 | 大件路南段、青瓷路、长乐东街 |      |
| 出口 · C |                         | 大件路南段、杨柳大道         |      |
| 出口 · D | 无障碍电梯              | 大件路南段、青瓷路、兴普大道 |      |

## 公交换乘
- 地铁新津站：花源1路

## 历史
- 2019年12月27日，车站启用；
- 2023年7月，车站英文名由Xinjin Station改为Xinjin Railway Station。